# Succintorio
Il succintorio (in lingua latina subcinctorium, subcingulum) era un accessorio utilizzato esclusivamente dal papa nelle messe pontificali, caduto in disuso dopo il Concilio Vaticano II.
Ha una forma molto simile a quella del manipolo, è infatti una fascia stretta e lunga ripiegata su sé stessa decorata nelle due estremità con una croce e con un agnello, che si indossa sul cingolo sul lato sinistro.
Inizialmente era rosso o bianco, poi prese i colori liturgici, si menziona per la prima volta nel X secolo con il nome di balteus nel "Sacramentario" e poi con il nome di proecinctorium nella "Messa Illirica", solo dopo prese il nome di subcinctorium. 
Nel medioevo poteva essere indossato anche dai vescovi e da alcuni sacerdoti e serviva per assicurare la stola, che era molto più lunga di oggi e non veniva bloccata dal cingolo, quando poi questa venne accorciata e indossata dentro il cingolo, il succintorio divenne un semplice ornamento e gradualmente si limitò solo al pontefice. Anticamente era usato anche dall'arcivescovo di Milano e dai suoi canonici cardinali.
Il succintorio aveva anche una sacca in una delle estremità nella quale il papa conteneva l'elemosina da distribuire ai poveri. Dal punto di vista simbolico rappresentava l'umiltà, rievocando il telo che il Cristo portò alla cintura per la lavanda dei piedi.